# 古希臘經濟
在古希臘的經濟中，由於希臘貧瘠的土地，農業極其重要．到了公元前6世紀，工藝和貿易（主要是海上貿易）開始發展，然後變得重要。
經濟這個概念在古希臘跟現代並不相同。 希臘語oikonomia (οἰκονομία)中的oikos (οἶκος)解作家或家庭．色諾芬的作品经济论涉及持家和農業，希臘語並沒有確實表明生產和交易過程的詞彙．不過經濟學家穆瑞·羅斯巴德指出，一些古希臘哲學家努力解決的問題，符合現代經濟學的範疇。

## 農業

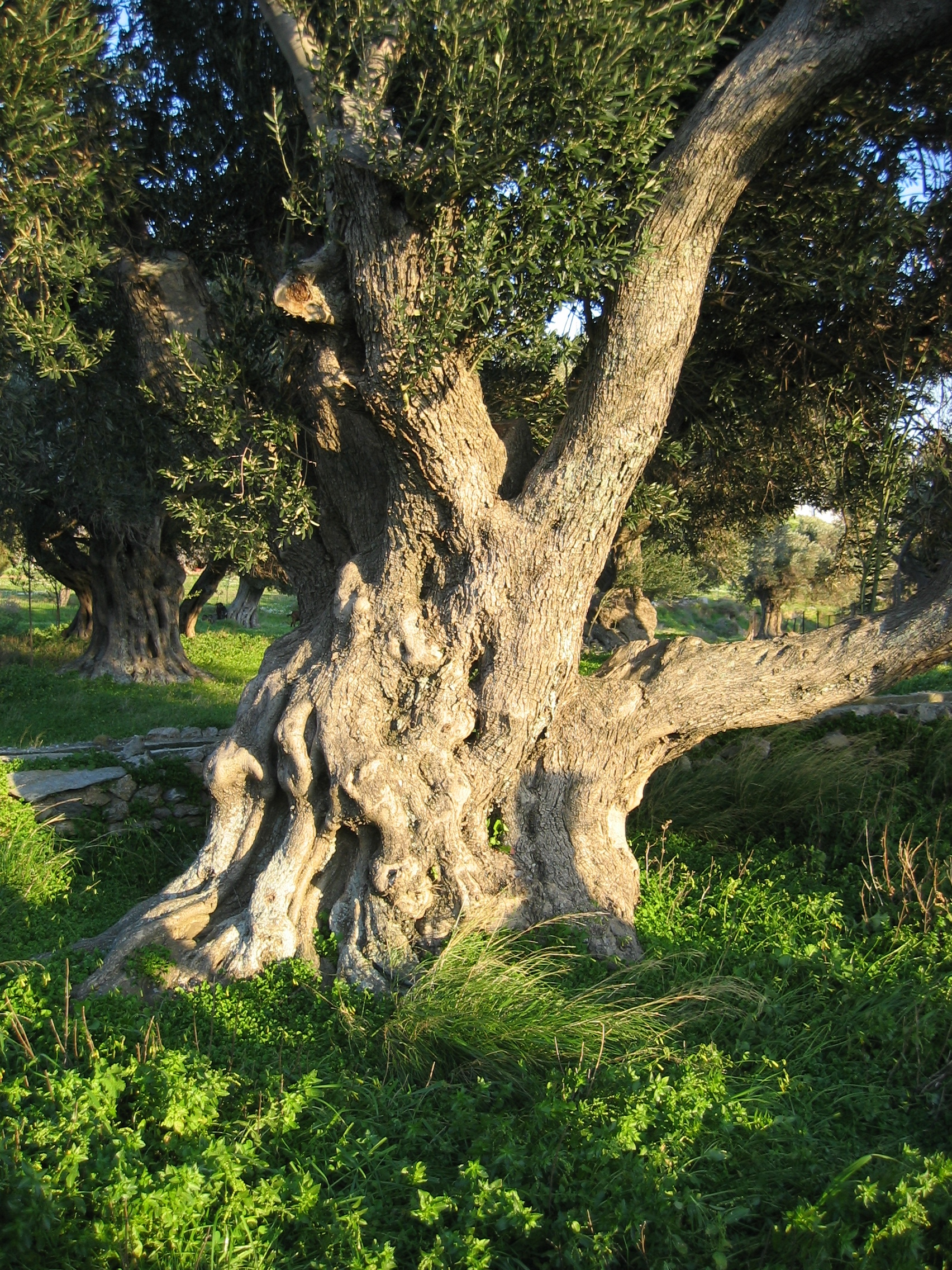
橄欖--希臘農業三大支柱之一（優卑亞島卡里斯托斯）

自古以來，希臘農業以穀類、橄欖和葡萄三大作物為主．由於土地貧瘠，農產品的收成不能夠滿足需求，因此希臘需要實行殖民政策，而亞細亞的殖民地對控制小麥供應很重要．除了橄欖油和葡萄，希臘人也種植藥草、蔬菜和產油植物．因為缺乏土地，飼養業並沒有得到發展．綿羊和山羊是最多人飼養的家畜．樹木被大量砍伐給在國內使用，其後也用來製造有三列槳座戰船（triremes）。古希臘人也養蜂取蜜。
古希臘有80%人口從事農業．農務工作跟隨季節而變：春天，田地休耕；夏天，收割穀物、砍樹、播種；秋天，採摘橄欖、葡萄；冬天，修剪葡萄藤。
古時，貴族擁有大部分土地．公元前七世紀，人口增加和繼承權的分配，造成地主和農民的關係緊張．在雅典，因為梭倫的改革──取締以勞動償債並保護農民，這個危機得以化解．但是，跟古羅馬的大領地比較，古希臘貴族的領地，還是算小的。

## 手工藝

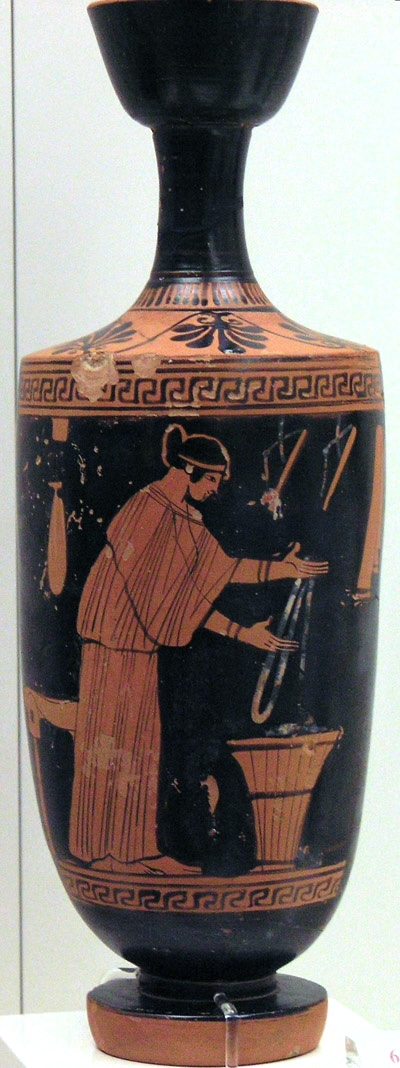
女人處理毛線, 公元前480年 - 公元前470年, 雅典國家考古博物館

在古希臘，大多數的工藝品都是家庭作業式的製造。但到了8至4世紀，隨著商業愈來愈發達，這個模式逐漸改變。編織和烘麵包，這些在中世紀後期十分重要的經濟活動，在公元前6世紀之前，都只由婦女負責。隨著商業發展，工場開始廣泛地使用奴隸。只有精巧的漂染物，例如：古蒂爾紫的染物，才會由工場製作。另一方面，金屬加工、木工、皮革和陶器的製造，這一類的工作，都是希臘人看不起的。工場大多以家庭作業式運作。而有一些則會用奴隸工作. 呂西阿斯的盾工場有120個奴隸；狄摩西尼的父親的劍工場有32個奴隸。公元前429伯里克利死後，一個新的階級冒起：工作坊的經營者。
由於工作坊不能給予非奴隸的自由工人固定的工作，所以他們是逐個工作計酬。在雅典，為城邦項目工作的工人，不論從事何種工藝作業，每日的工資都是1德拉克馬。工作天一般由日出時分開始，至日落結束。

### 陶藝
製陶工的工作包括選擇陶土、製造和弄乾陶胚、燒陶和上漆。部份成品是家居自用（碟子、容器、油燈），部份成品用來販賣，還有的就作宗教和藝術鑑賞之用。自青銅時代開始，人己懂得製陶，製陶器用的橫式轉盤是一個古老發明品。而希臘並無對陶器的製造方法作過改革。　
陶器的藝術修飾受到外地的影響。例如，著名的科林斯黑彩陶器，極可是能源自敘利亞金屬加工式樣。希臘製陶業的成就是在藝術而非技術。
古希臘的陶器多數由奴隸製造。雅典的工場聚集在凱拉米克斯等地。這些工場多數是小型製陶場，有一名主管、數名受薪技工和奴隸。 

### 金屬
金屬礦在希臘很常見。其中，最有名的是 勞里厄姆的銀礦。這些礦為公元前5世紀的雅典的發展，作出了貢獻。當時雅典學會堪探，處理和提煉礦。有時，礦井下面的泥土的成份，令採礦時不需要排水系統；可是鑑於當時的排水技術水平的不足，因此有一個重要的規定：礦井不容許開挖深過地下水的水平線。希臘礦井中的通道和階梯，跟希臘寺廟一樣講究比例與和諧。由於隧道很深，有時甚至超過100公尺，在裡面工作是艱難的。礦工帶同鑿和鐵錘，兩人肩並肩開採鉛礦石。勞里厄姆的礦場利用大量奴隸。這些奴隸大部份來自黑海地區，如色雷斯和帕夫拉戈尼亞。
希臘的其他礦藏：
- 金：錫弗諾斯島 、薩索斯
- 銀：塞浦路斯、 錫弗諾斯島
- 鐵：優卑亞島 、羅德、塞浦路斯
- 銅：哈爾基斯、 優卑亞島

## 貿易

### 海上貿易
由於所處的地理位置，希臘很早以前已經必須進口小麥；因些迫使希臘從事海上貿易。蘭尼加，埃及，意大利（特別是Magna Graecia地區和西西里島），以及黑海的周邊地區，為希臘提供小麥。雅典和科林斯擔任希臘和愛琴海各島嶼之間的貿易中途站。其他進口產品，包括紙莎草紙、香料、紡織品、金屬、造船材料：如木材，亞麻，和瀝青，此外還有穀物。希臘城市則出口葡萄酒、陶器和橄欖油。雅典出售從Penteli開採的大理石，聞名希臘世界；因為優雅的手藝和高比例的銀，銀幣也十分著名。這些銀幣不單用來交易，也是金屬銀的來源．在沒有使用金錢的地方，銀幣會被溶掉變回金屬銀。然而，現在沒有足夠的資料來評估當時的希臘貿易商品交易量。　
不過，一些歷史學家粗略地評估商貿對古希臘經濟的重要性。Daniel Jew計算出，雅典在公元前四世紀時累積的財富，有近一半來自貿易。伊恩莫里斯估計地中海公元前四世紀時的貿易額中，約為前一世紀時的20％。　
從事希臘商貿的人，主要是稱為emporoi的商人。國家從他們的貨物徵稅。在比雷埃夫斯（雅典的主要港口），這稅的稅率最初定在1％，然後加至2％。到公元前五世紀末，提高到33 talents (Andocides, I, 133-134)。在公元前413年，雅典免除提洛同盟的進貢，而在帝國各口岸徵5％的稅(Thucydides, VII, 28, 4)。雅典希望（未能實現）能增加收入。推行這些稅，並不是因為保護主義，而是為增加國庫資金。　
希臘的貿易增長導致金融技術的發展。大部分商人缺乏足夠的資金，唯有訴諸借款，以資助其全部或部分商旅。四世紀時的雅典，一個大型企業的典型貸款，普遍是一筆龐大的現金（通常少於2000德拉克馬），貸款期短（航程所需的時間，通常是數週或數月），利率高（通常是12％，甚至高達100％ ）。合同都是書面形列出修款，這跟朋友之間的貸款(eranoi)不同。貸款人承擔航程上所有的風險，而借款人則以他的貨物和整個船隊作抵押．為了慎重起見，船隊抵達比雷埃夫斯港口時，會被扣留。　
古希臘實行自由貿易：國家只控制糧食的供應。在雅典，新的Prytaneis貿易法規第一次會議之後，一個專門的委員會監督小麥、麵粉和麵包貿易。 　
地中海發現的沉船數目，為古代世界的貿易發展，提供了的寶貴的證據。發現的沉船中，只有2艘是屬於公元前8世紀。然而，考古學家發現46艘沉船屬於公元前4世紀．這可能表明，在這中間的一段時間，貿易量大幅增加。在這個時期，考慮到船舶平均噸位也增加了，總貿易量因此可能增加了30倍。

### 零售
關古希臘零售活動資料有限。而農民和工匠，往往親自出售自己的產品，不過也有一些稱為kápêloi（ κάπηλοι ）的零售商販。這些商販分別組成不同商會．他們會出售魚類、橄欖油和蔬菜。婦女出售香水或彩帶。他們付出租金，租用市場的空間用做攤位。一些消費者有時會指控他們在秤量工具上作假，引起買賣糾紛，因此市場官員會定期檢查他們的秤量工具。 　
除了“專業”的商販外，也有一些人出售家庭生產的盈餘：蔬菜、橄欖油、麵包等。這種情況在阿提卡的小規模農民之間很常見．這項工作多數由婦女承擔。舉例來說，歐裡庇得斯的母親出售從她花園出產的chervil（參見Aristophanes, The Acharnians, v. 477-478）。

## 稅
在古希臘，直接稅並不是相當發達。西班牙語：，羅馬化：Eisphorá是一種針對巨富的稅項，但只在需要時才徵收-通常是在戰爭時期。龐大的財富也會被徵收liturgies，Liturgies用作贊助公共事務。例如，維修三列槳座戰船、招募節慶時的合唱團，或建造健身房。贊助某些公共事務會被視為身份的象徵，能吸引志願者。Choragus組織和資助的戲劇節合唱團就是一例。在其他情況下，liturgies更像強制性的捐贈．在一些城市，像米利都和忒欧斯，公民要交重稅。 
另一方面，間接稅相當重要。房屋、奴隸、牲畜和禽群、葡萄酒、和乾草等等都要徵稅。收稅的權利往往被轉移到收稅員（telônai）。不過，不是所有城市都是這樣的。薩索斯的黃金礦和雅典的商業稅，讓他們能免除這些間接稅。附庸城邦會向它們的宗主城邦納稅，如Penestai向塞薩利、黑勞士向斯巴達人繳稅。

## 貨幣
呂底亞大概於公元前600年開始使用錢幣．並流通於在其控制下的小亞細亞城市; 以弗所的亞底米神廟發現早期洋銀幣。鑄造錢幣的技術在公元前550左右傳入希臘．由沿海的貿易城市埃伊納島和雅典開始使用。錢幣廣泛被採用之後，埃伊納和雅典壟斷了錢幣的鑄造。錢幣最初用洋銀（黃金和白銀的合金）鑄造，之後用純銀──該地區最常見的貴重金屬。潘盖翁山的礦藏，令 色雷斯和馬其頓兩個城市能鑄造大量錢幣。勞里厄姆的銀礦為最有名的硬幣“雅典貓頭鷹”，提供了原料．五世紀末的古希臘世界出現了青銅錢幣。 
錢幣在希臘世界扮演幾個角色：
- 提供交易媒介。主要用途是．城邦用錢幣來僱用僱傭軍和賠償公民。
- 收入來源：外國人不得不用他們的錢兌換當地貨幣，而匯率有利於該城邦。
- 充當流動金屬資源。這解釋了含銀量高的雅典錢幣，為何會在遠離雅典的城市出現。
- 最後，鑄造錢幣帶給所有希臘城邦威信。